# Ровище-при-Студенцу
Ровище-при-Студенцу (словен. Rovišče pri Studencu) — поселення в общині Севниця, Споднєпосавський регіон, Словенія. Висота над рівнем моря: 307,7 м.